# Hongwe Island
Hongwe Island är en ö i Kenya.   Den ligger i länet Migori, i den sydvästra delen av landet, 300 km väster om huvudstaden Nairobi.